# Récif Colvocoresses
Le récif Colvocoresses, en anglais Colvocoresses Reef, parfois appelé banc Colvocoresses, en anglais Colvocoresses Bank, est un atoll de l'archipel des Chagos, dans le territoire britannique de l'océan Indien, un territoire britannique d'outre-mer. Entièrement submergé, il n'est découvert qu'en 1975 au cours d'une campagne de prises de vues satellites.

## Géographie
Le récif Colvocoresses est situé dans le centre de l'océan Indien, dans le nord-est de l'archipel des Chagos, à 15 kilomètres à l'est du banc Speakers, à 28 kilomètres au nord-est du récif Blenheim et à 255 kilomètres au nord de Diego Garcia. Administrativement, il est inclus dans le territoire britannique de l'océan Indien, un territoire britannique d'outre-mer. Cependant, Maurice réclame la souveraineté de l'archipel des Chagos, y compris le récif Colvocoresses.
Le récif est un atoll d'origine corallienne entièrement submergé, de forme allongée orienté dans le sens nord-sud. Il mesure huit kilomètres de longueur, un à deux kilomètres de largeur pour une superficie de 10 km2. La profondeur minimale est de neuf mètres et il n'est visible en surface que par gros temps.

## Histoire
Le récif Colvocoresses est découvert en 1975 au cours d'une campagne de prises de vues satellites américaine commandées par la National Geospatial-Intelligence Agency. Un satellite Landsat qui a pris les images possède en effet un capteur capable de détecter les terres situées à moins de trente à quarante mètres de profondeur. D'abord interprété comme une erreur de localisation d'autres récifs de l'archipel des Chagos, ce récif est identifié comme étant un nouvel atoll de l'archipel. Il est alors baptisé récif Colvocoresses en l'honneur d'Alden Partridge Colvocoresses, un colonel de l'armée américaine qui a développé entre 1973 et 1979 la projection oblique de Mercator, une nouvelle projection cartographique utilisant notamment les images satellites Landsat. Une nouvelle carte nautique de l'archipel des Chagos, la première intégralement révisée par des images satellites de Landsat, est imprimée en 1976. Elle montre les positions correctes des différents atolls dont celle du récif Colvocoresses.
Le 25 février 2019, dans un avis consultatif, la Cour internationale de justice estime que le Royaume-Uni a « illicitement » séparé l’archipel des Chagos de l’île Maurice après son indépendance en 1968,.
L'assemblée générale de l’ONU a adopté une résolution le 22 mai 2019, commandant à la Grande-Bretagne de restituer l'archipel des Chagos à la République mauricienne dans les six mois, ce qui permettrait aux Chagossiens de retrouver leurs terres.
En mai 2019, l'Assemblée générale de l'ONU avait adopté à une très large majorité une résolution, non contraignante mais à forte valeur politique, donnant six mois à Londres pour procéder à cette rétrocession. Ce délai a pris fin le 22 novembre 2019 sans que le Royaume-Uni se conforme à cette résolution, ni à l'avis consultatif formulé en février par la Cour internationale de justice (CIJ) demandant à Londres de mettre fin "dans les plus brefs délais" à son administration des Chagos.
Le 15 janvier 2020, Pravind Jugnauth premier ministre des île Maurice, était à Londres pour assister à un sommet sur les investissements de la Grande-Bretagne en Afrique. il s'est entretenu avec les chefs des gouvernements de l'Afrique du Sud, du Kenya, de Côte d'Ivoire et du Mozambique. Il indiquait que : "Port-Louis étudiait la possibilité d’entamer des poursuites contre des responsables britanniques devant la Cour pénale internationale pour crime contre l’humanité", écrit IonNews.
Le 25 mai 2020, la nouvelle carte publiée par l'ONU fait apparaitre l'archipel des chagos comme territoire Mauricien.